# Oberes Tor (Pappenheim)

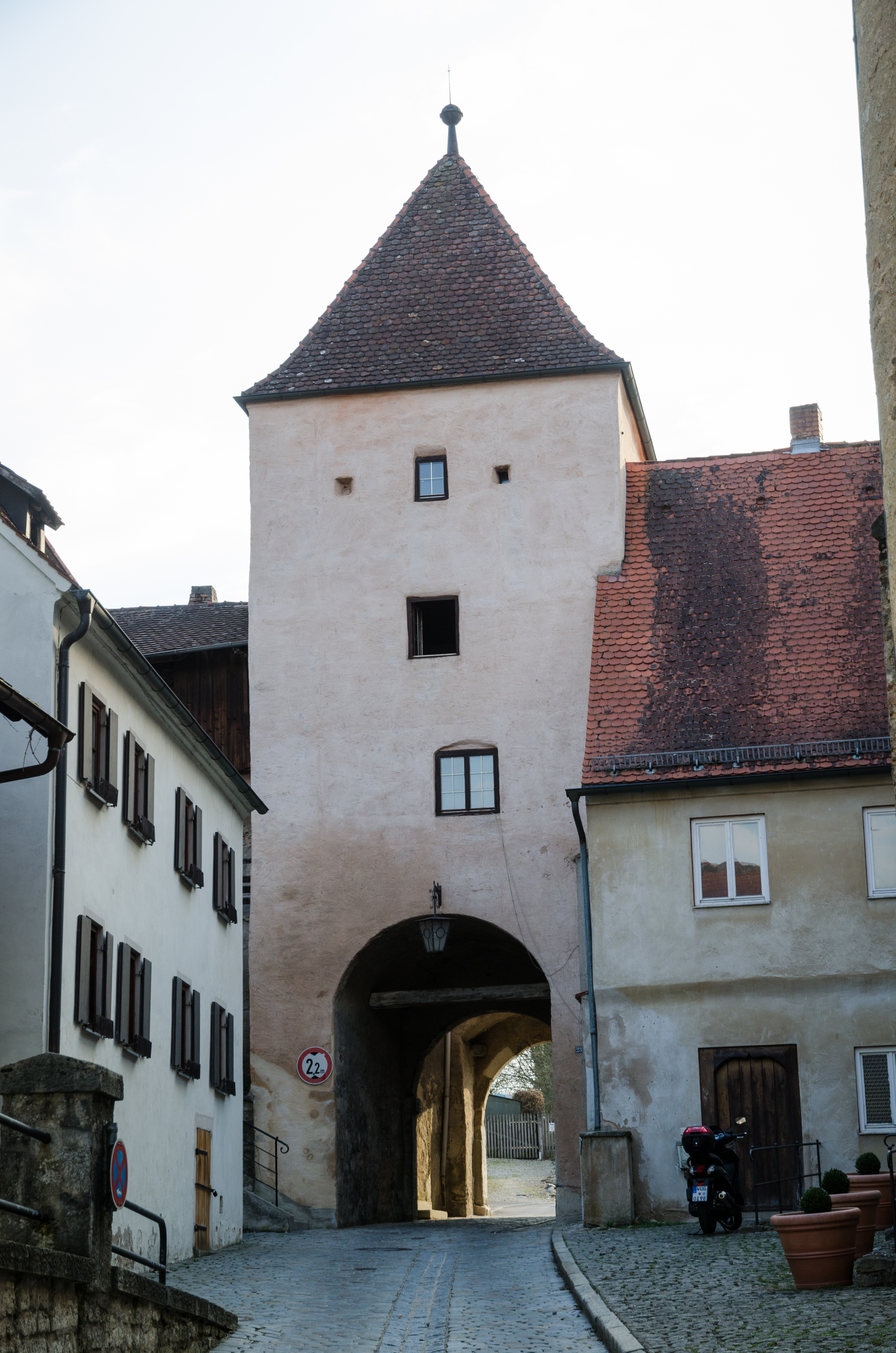
Oberes Tor

Das Obere Tor ist das letzte erhaltene Stadttor Pappenheims, einer Stadt im mittelfränkischen Landkreis Weißenburg-Gunzenhausen. Es bildet den Übergang vom Dr.-Wilhelm-Kraft-Weg zur Klosterstraße. Das Gebäude ist unter der Denkmalnummer D-5-7031-0253 als Baudenkmal in die Bayerische Denkmalliste eingetragen.
Der  Torturm stammt aus dem späten 14. Jahrhundert und ist sehr gut erhalten; es fehlt nur der frühneuzeitliche Zwinger des Vorwerks. Das Tor wurde 1615 mit dem Anbau des Vorwerks erneuert. Ein kleines Wohnhaus als zweigeschossiger Pultdachbau wurde im 18. oder 19. Jahrhundert angebaut und modern erweitert. An der Nordwestseite verläuft die Stadtmauer.
Das Obere Tor war eines von drei Toren der Stadtmauer Pappenheims, die mit den Befestigungsanlagen der Burg Pappenheim verbunden ist. Das Untere Tor wurde 1887 abgebrochen.

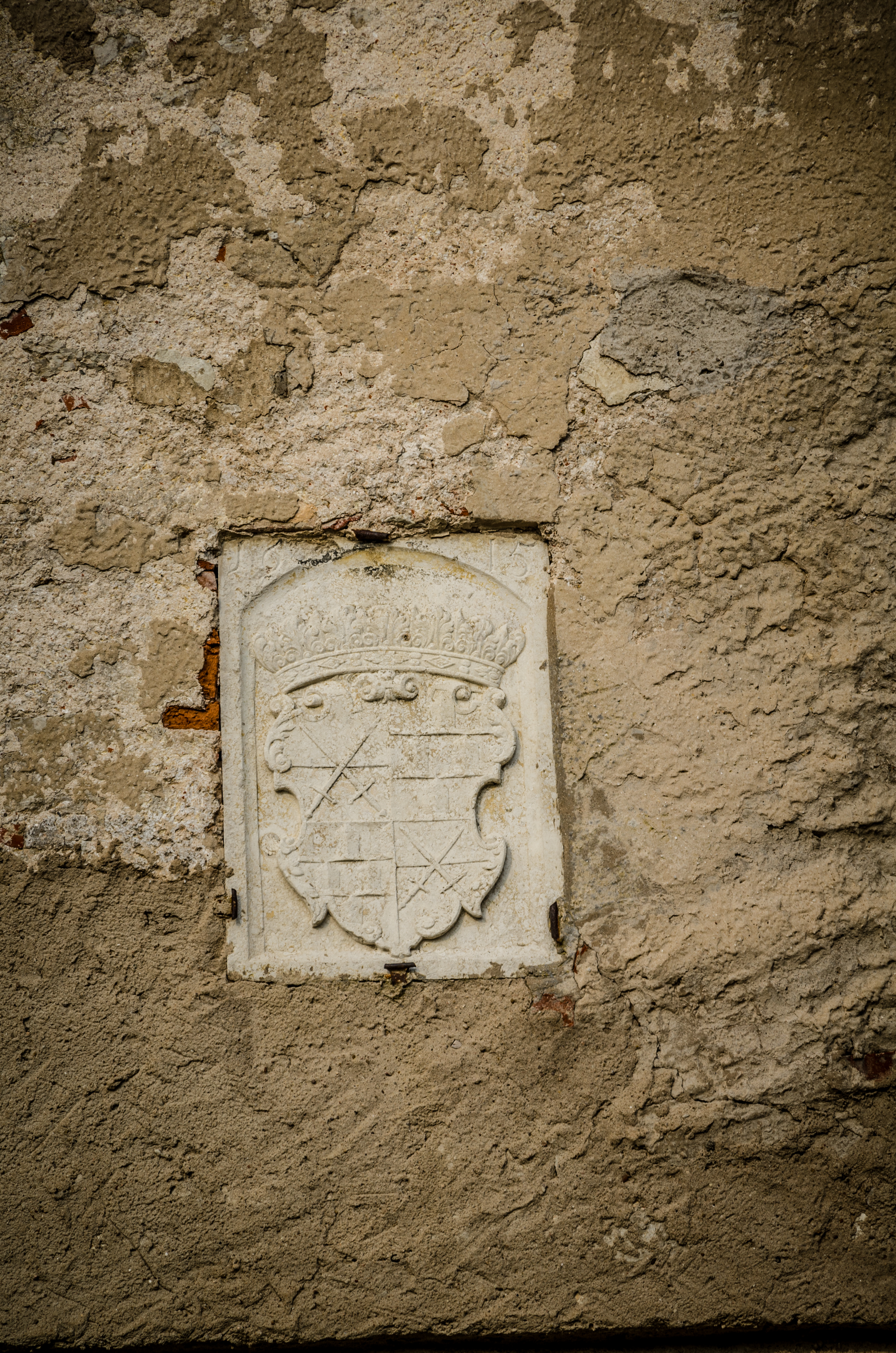
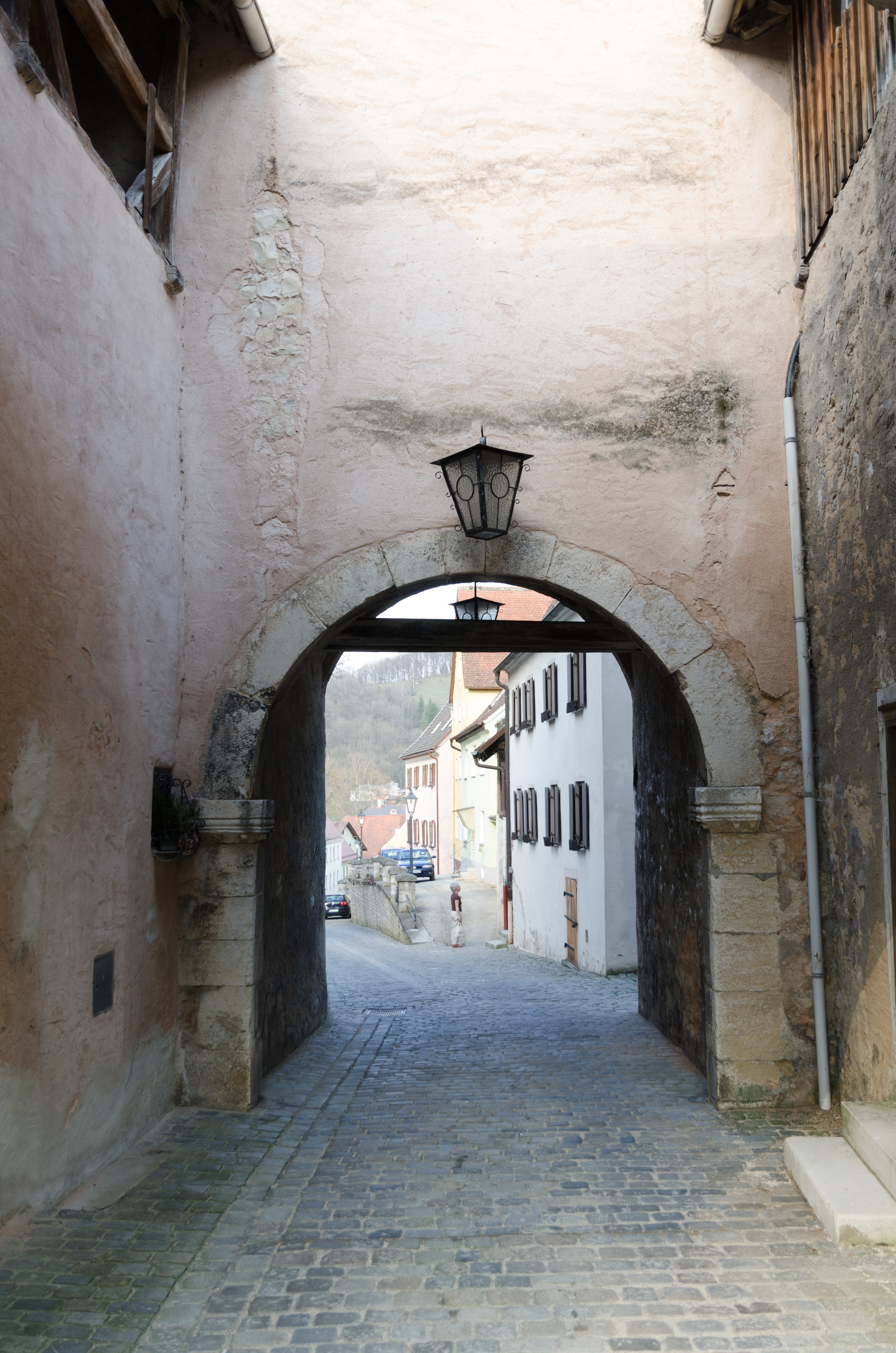
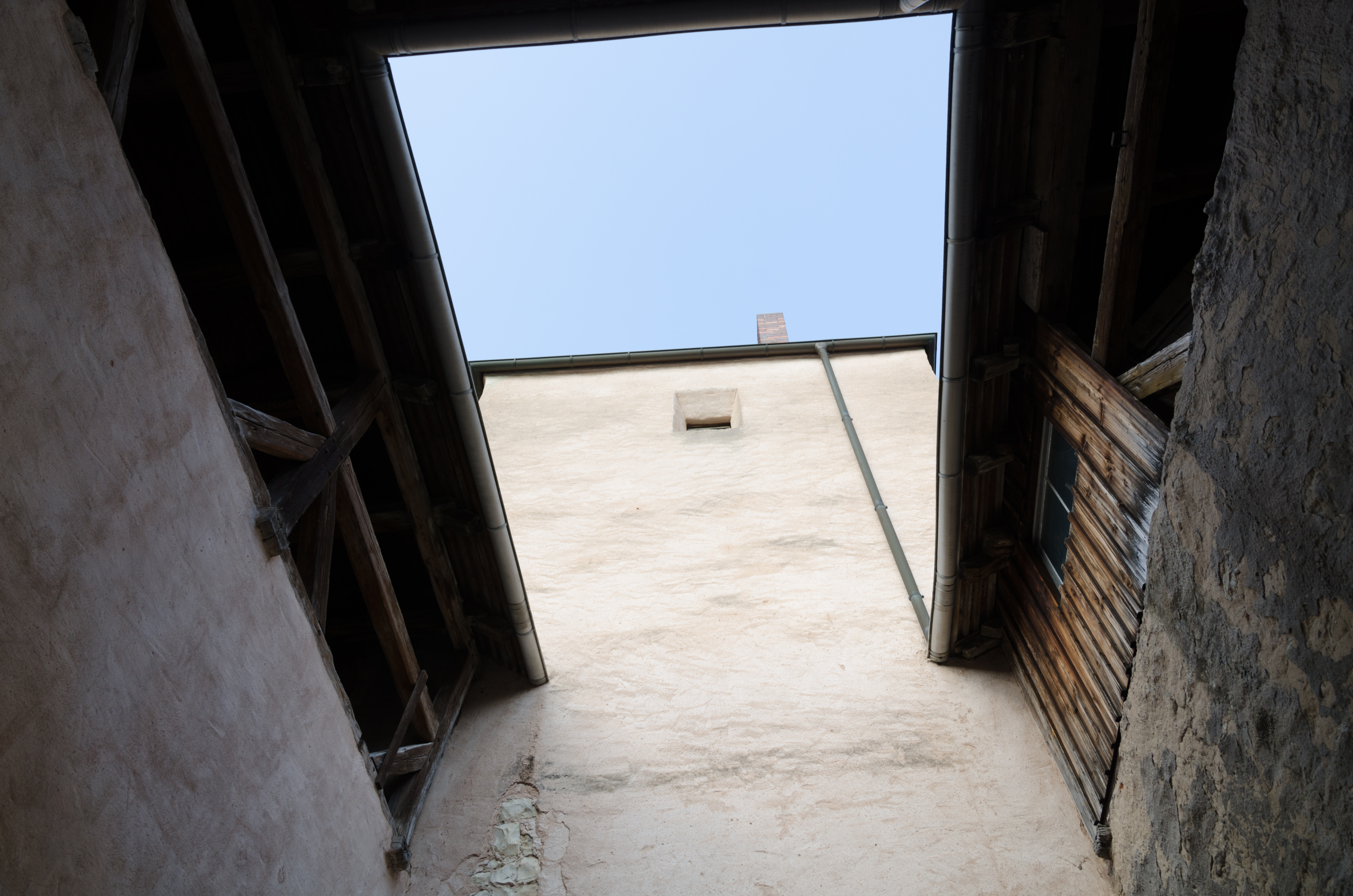
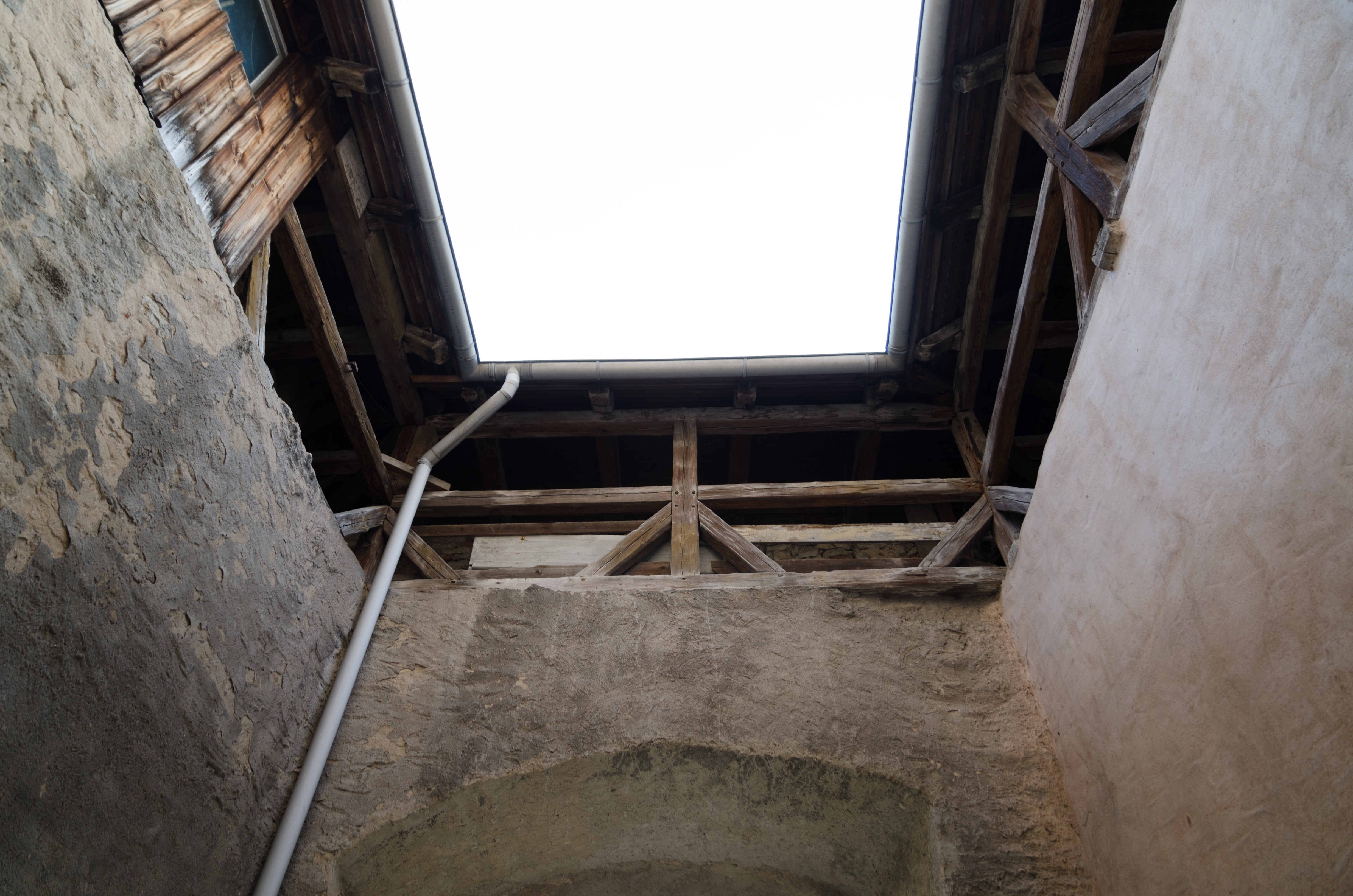